# Never Too Late (filme)
Never Too Late (bra: A Última Escapada) é um filme australiano de 2020, do gênero comédia dramática, dirigido por Mark Lamprell e estrelado por James Cromwell e Jacki Weaver. O filme também é estrelado por Dennis Waterman, Roy Billing, Jack Thompson e Shane Jacobson.
O filme tem roteiro escrito por Grant Carter e Luke Preston, produção de Antony I. Ginnane e David Lightfoot e produção executiva de Jack Christian e Kirk D'Amico.

## Elenco
- James Cromwell como Jack Bronson
- Dennis Waterman como Jeremiah Caine
- Roy Billing como James Wendell
- Shane Jacobson como Bruce Wendell
- Jack Thompson como Angus Wilson
- Jacki Weaver como Norma McCarthy
- Renee Lim como Lin (matrona responsável)
- Zachary Wan como Elliot (seu filho, um ordenança)
- Edmund Pegge como Howard[5][6]

## Lançamento
O filme estreou no Young at Heart Festival, em Adelaide, em 19 de fevereiro de 2020.
Teve distribuição pela R&R Films.

## Recepção da critica
Never Too Late recebeu críticas mistas, ganhando um índice de aprovação de 46% no Rotten Tomatoes, baseado em 24 resenhas.